# Metaphrynella
Genre
Metaphrynella est un genre d'amphibiens de la famille des Microhylidae.

## Répartition
Ce genre regroupe deux espèces qui se rencontrent en Indonésie et en Malaisie.

## Liste des espèces
Selon Amphibian Species of the World (21 novembre 2013) :
- Metaphrynella pollicaris (Boulenger, 1890)
- Metaphrynella sundana (Peters, 1867)

## Publication originale
- Parker, 1934 : A Monograph of the Frogs of the Family Microhylidae, p. 1-208.